# Дејон
Дејон (грч. Δηίων) је у грчкој митологији било име више личности.

## Етимологија
Име Дејон има значење „пљачкаш“.

## Митологија
- Према Аполодору и Хигину, био је краљ Фокиде, син Еола и Енарете. Био је ожењен Диомедом, са којом је имао бројно потомство; Астеродију, Аенета, Актора, Филака, Кефала и Ниса.[2] Након смрти његовог брата Салмонеја, довео је у свој дом братаницу Тиро и удао је за Кретеја. Звали су га и Дејонеј.[3]
- Аполодор је помињао још једног Дејона, сина Херакла и Мегаре.[3]
- Дејон се помиње и као један од синова Еурита и Антиопе или Антиохе, који је подржао свог оца у намери да не одржи обећање дато Хераклу и не одобри венчање са својом кћерком Јолом, па га је Херакле убио, као и оца и браћу. Његово име је било и Молион.[4] Као Дејона, поменуо га је Хесиод у својој поеми, о чему је извештавао Аполодор.[5]